# Wdzydze (See)
Wdzydze (kaschubisch Jezoro Wdzydzczé, auch als polnisch Kaszubskie Morze bzw. kasch. Kaszëbsczé mòrze bezeichnet; deutsch Wdzydze-See oder Wdzidsensee, später Weitsee) ist ein See in Polen in der Woiwodschaft Pommern.
Der 10,7 km² große, stark verzweigte und an Inseln und Halbinseln reiche See liegt im Powiat Kościerski im pommerellischen Teil der Kaschubischen Schweiz, der zentralen Region der Kaschubischen Seenplatte. Der Wasserspiegel des bis zu 68 m tiefen Sees liegt bei 133 m n.p.m. Er wird von der Wda (Schwarzwasser) durchflossen, die bei Świecie (Schwetz) in die Weichsel mündet.
An seinem Ostufer liegen fünf Kilometer Luftlinie voneinander entfernt die beiden Dörfer:
- Wdzydze Kiszewskie (kasch. Kiszewsczé Wdzëdzé, dt. bis 1874 Wdzidzen, später Sanddorf), vor allem als Museumsdorf (Kaschubischer Ethnografischer Park) bekannt, in der Landgemeinde Kościerzyna;
- Wdzydze Tucholskie (kasch. Tëchòlsczé Wdzëdzé, dt. Wdzydze, seit 1875 Weitsee)[1] in der Landgemeinde Karsin.

## Weitere Dörfer am Wdzydze
- Landgemeinde Kościerzyna:
  - Czarlina

- Landgemeinde Karsin:
  - Borsk
  - Kliczkowy
  - Przytarnia